# Амзабегово
Амзабегово (на македонска литературна норма: Амзабегово) e село в североизточната част на Северна Македония, част от община Свети Никола.

## География
Селото е разположено на 7 километра южно от общинския център град Свети Никола.

## История
Южно от селото са разкрити неолитните селища Барутница и Сусерка.
В началото на XX век Амзабегово е предимно турско село в Щипска каза на Османската империя. През 1900 година според статистиката на Васил Кънчов („Македония. Етнография и статистика“) село Амзабегово брои 20 жители българи християни и 340 турци.
След Междусъюзническата война в 1913 година селото попада в Сърбия. Според Димитър Гаджанов в 1916 година в Амза Бегово живеят 220 турци.
На етническата си карта от 1927 година Леонард Шулце Йена показва Хамзабегово (Hamzabegovo) като турско село.
Прекръстено е на Степовац.
По време на Българското управление (1941 - 1944) селото отново е прекръстено, този път на Балабаново. По-късно името Амзабегово е върнато.
Църквата „Свети Георги“ е изградена в 1982 година и осветена от епископ Горазд Тивериополски, наместник злетовско-струмишки.
В 1994 година селото има 557, а в 2002 година – 543 жители.

## Личности
Родени в Амзабегово
- Методи Манев (р. 1953), писател